# Basile le Jeune
Pour les articles homonymes, voir Saint Basile.
Basile le Jeune († 944 ou 952), l'un des saint Basile, est un saint chrétien célébré le 26 mars à Constantinople. Basile le Jeune est un saint de l’Empire byzantin. Sa date de naissance est inconnue. Il est décédé le 26 mars 944, ou bien en 952.
Anachorète des environs de Constantinople, arrêté comme espion et torturé par les officiers de l'empereur, il eut la vie sauve en raison des miracles advenus à sa prière. Il révéla à son disciple Grégoire trois visions : la première concernait la guérison de saint Étienne, la seconde abordait le voyage de l'âme après la mort et la troisième évoquait le Jugement dernier.
Nos connaissances proviennent de la Vie de Basile le Jeune, écrit après 956. On doit le récit de sa vie à son disciple Grégoire. L’existence de Basile provient seulement d’une source, laissant croire qu’il n’a possiblement pas existé. Cependant, l'écrivain donne une impression qu'il connait bien le Xe siècle, puisqu'il mentionne plusieurs événements du Xe siècle.

## Biographie
La Vie de Basile le Jeune a été écrite par Grégoire, le disciple de Basile le Jeune. Nous ne connaissons rien de la vie de Grégoire. On questionne l’existence de Basile le Jeune et même son disciple, Grégoire. De plus, il est incertain s’il est le seul à avoir écrit la Vie de Basile le Jeune. Germaine da Costa-Louillet pense que la version originale ne parlait pas de Théodora, la servante de Basile, et de Grégoire mais que ces passages auraient été ajoutés plus tard par un auteur inconnu. La Vie de Basile le Jeune aurait été écrite, très certainement, à Constantinople au milieu du Xe siècle, généralement daté de 956 à 959. La Vie est écrite entre ces deux dates, puisqu’elle mentionne la mort du patriarche Théophylacte de Constantinople en 956 et mentionne le règne conjoint de Constantin VII, mort en 959, et de Romain II, mais pas le règne indépendant de Romain qui finit en 963. La Vie est divisée en trois parties de façon chronologique avec des sauts de 17 et 20 ans entre chaque partie respectivement.
Dès sa majorité, Basile a vécu comme un ermite, isolé en Asie Mineure, et nous ne connaissons rien de sa famille. Si Basile avait un nom laïc avant de prendre un nom monastique, nous n’en savons rien. Donc, Basile pourrait ou ne pourrait pas être le nom de baptême de Basile le Jeune. Il a été amené à Constantinople par des agents de l’empereur qui, en le croisant, pensaient qu’il était un espion pour les musulmans. Une fois arrivé à Constantinople, Basile a été interrogé par le parakimomène Samonas qui l'a torturé pour avoir de l'information. Samonas a seulement reçut une remarque de la part de Basile qui lui a dit qu’il vivait une vie impure. À la suite de cela, Samonas a accroché Basile la tête à l’envers pendant trois jours. Basile y survivra, mais Samonas va accorder ce miracle à la sorcellerie et il va envoyé Basile se faire dévorer par un lion. Cependant, le lion n’avait aucune agressivité envers Basile et Samonas va ensuite l'envoyer pour qu’il se fasse noyer. Encore une fois, cela n'a pas marché, Basile va se faire sauver par deux dauphins qui vont l’amener à Hebdomon. Ces évènements se seraient passés en 896, à la dixième année du règne conjoint de Léon VI et d’Alexandre, cependant, Samonas n’était pas parakimomène avant 907. Samonas, selon une source arabe, était le fils de Hagar qui fut capturé en bataille et il se serait converti au christianisme et serait devenu un eunuque de Stylianos Tzaoutzès puis de Léon VI. L’empereur l’aurait donné le rang de patricien.
De retour à Constantinople, il aurait soigné un homme, du nom de Jean, de la fièvre. Pour lui avoir sauvé la vie, Jean l’hébergera chez lui et Basile deviendra très populaire après ce miracle. De nombreuses personnes viendront le voir pour des conseils et pour se faire soigner. C’est lorsque Basile habitait chez Jean qu’il rencontra Grégoire. Grégoire deviendra l’élève de Basil. Après la mort de Jean et Hélène, Basile déménagerait à la maison de Constantin Barbaros, le nouveau parakimomène après Samonas, dans le quartier Arcadianae, aujourd’hui celui de Eminonu. Il y habiterait là pour la majorité de sa vie. Cependant, il aurait passé une semaine dans le Grand Palais de Constantinople et il serait un invité à la maison d’Anastasios et de Constantin Gongylès, des frères de Paphlagonie et parents à Barbaros. Il serait resté chez eux durant le règne de la régente Zoé Carbonopsina de 914 à 919.
Les actions décrites dans la Vie de Basile le Jeune se déroulent durant le règne de Romain I Lécapène, de 919-944, et surtout après la mort du fils de Romain, Christophe, en 931. C’est lors du règne de Romain que Basile resterait avec l’empereur et sa famille. Basile critiqua l’avidité et le luxe de l’empereur. L’empereur ne prendra pas mal cette remarque. Basile aurait persuadé un certain Cosma, sûrement le moine Cosma qui a eu une vision en 933, de renoncer à devenir empereur et de devenir un ermite près de Nicomédie.
Basile serait mort le 26 mars pendant le carême, donc de l’année 944 ou 952. Selon certaines personnes, il avait 110 ans lors de sa mort, pour d’autres, il avait environ 70 ans. Il a été enterré dans le monastère du Chartophylax dans le nord-ouest de Constantinople. Basile le Jeune est un saint célébré à Constantinople et il est célébré le jour de sa mort le 26 mars.
L’écrivain de la Vie donne bien l’impression qu’il connaissait le contexte du Xe siècle, toutefois avec un certain doute sur les dates et avec de grandes parties vides. Basile vient prédire la rébellion de Constantin Doukas en 913, l’attaque des Rus sur Constantinople en 941, le coup d’État planifié par Romain Saronites et la naissance des enfants de Constantin VII, qui date du milieu des années 930. Le texte mentionne aussi la mort de l’Empereur Christophe Lécapène et l’invasion des Hongrois. Même s’il était écrit dans un contexte du Xe siècle, le personnage de Basile, s’il était réel, ne semble pas ressembler à d’autres hommes saints du Xe siècle.

## Contexte de production
La Vie de Basile le Jeune est un bon exemple de la littérature byzantine de l’époque, le Xe siècle. La littérature byzantine parle souvent de la vie de plusieurs saints. Ces saints ont souvent la capacité à voir et à prédire le futur, et plus précisément à des évènements de la fin du monde ou d’évènements politiques, comme des guerres. Écrit après 956, la Vie de Basile le Jeune est écrite dans un contexte où la fin du monde proche est une possibilité pour les Byzantins. De plus, la vie de Basile le Jeune prédit l’arrivée des Rus de Kiev et leurs conflits avec les Byzantins. L’arrivée des Rus est vue comme l’arrivée de Gog et de Magog, ils sont vus comme ceux qui amèneront la dernière bataille avant le Jugement dernier et le retour du Christ. La Vie de Basil le Jeune prédit bien l’attaque des Rus puisqu’en 941, le prince de Kiev, Igor, attaque la capitale byzantine. On mentionne dans la Vie de Basile le Jeune que Ros, Og et Mog attaqueraient la ville. Le nom de Rosh est, selon Trediakovski, le prénom de Messech qui est l’origine du nom de Moscou et Rosh serait l’ancêtre des Russes.
La Vie de Basile le Jeune est une des premières fois qu’on décrit le voyage de l’esprit de façon détaillée dans la littérature byzantine. Il est, encore de nos jours, une des meilleures descriptions de l’au-delà dans la littérature byzantine. À l’époque, il y a une volonté de comprendre ce qui se passe avec l’âme de quelqu’un lors de sa mort. La Vie de Basile le Jeune décrit le paradis et l’enfer avec beaucoup de détail, ce qui est très unique pour la littérature byzantine. L’arrivée de personnages apocalyptiques et la description de la vie après la mort viennent montrer l’inquiétude de certains Byzantins face à la fin du monde. La question de l’âme est un thème récurrent dans la littérature byzantine, puisqu’elle est représentée dans L’apocalypse de la très sainte Mère du Seigneur et dans L’apocalypse d’Anastasie.
Dans la Vie de Basile le Jeune, Constantin Dukas semble avoir « non seulement [d]es traits d'un héros légendaire, mais [aussi d]es traits qui sont les siens. » Constantin voulait prendre le trône de l’Empire byzantin. « Constantin se vantait lui-même d'avoir eu dans sa jeunesse la vision d'une femme vêtue de pourpre, qui lui avait amené un cheval aux naseaux flamboyants en lui promettant la victoire. » Certains dans la capitale, dont le chroniqueur de la Vie de Basile, avaient des sympathies pour Dukas et une certaine haine envers les adversaires de Dukas. La Vie de Basile le Jeune vient mettre l’usurpateur en martyre, puisque Constantin avait échoué son entrée dans le palais. Nicolas le Mystique est fortement critiqué par la Vie de Basile et la Vie de saint Euthyme, pour avoir réprimé de façon violente la rébellion de Constantin.
Grégoire écrit ce récit pour un objectif eschatologique pour influencer le monde à se repentir et à se préparer pour leur dernier voyage. Il utilise des exemples qui sont familiers à ses lecteurs, comme les collecteurs de taxes, des balances, des jardins, etc. Il veut corriger des traditions incorrectes, comme celui de la repentance sans confession est assez pour obtenir le Salut. L’attitude envers l’aveu évolue au cours des IXe et Xe siècles.

## Les trois Visions
Basile offre à Grégoire trois visions. Dans la première, Grégoire se voit soigner par Basile et Saint-Étienne d’une maladie causée par un démon à la forme d’une souris. Dans la deuxième vision, Grégoire voit Théodora, la servante de Basile, qui lui raconte son voyage dans l’au-delà. Dans la troisième vision, Grégoire voit la venue du Christ et le Jugement dernier. Une bonne partie de la Vie de Basile le Jeune est décrit à travers du voyage posthume de Théodora et des visions de la venue du Christ et du Jugement dernier. Pour l’auteur, les questions sur la venue du Christ semblent être plus importantes à décrire et démontrer que d’expliquer la vie de Basile le Jeune.

### L'au-delà selon Basile le Jeune
En ce qui concerne la vie après la mort, dans le Voyage de Théodora, Grégoire voulait savoir la vérité sur le voyage de l’âme. Basile fit apparaître Théodora, sa servante. Elle explique qu’après sa mort, elle a dû faire face à des jugements et que son âme était tourmentée, mais que les prières de Basile l’ont aidée ainsi que deux anges qui viennent sauver Théodora. Les deux anges balancent les péchés et les bonnes actions de Théodora. Pendant que les anges effectuent leur travail, Basile arrive et leur donne une bourse écarlate d’or qui symbolise la valeur spirituelle de Basile. Cette apparition de Basile arrête la première forme de jugement. Pour la deuxième forme de jugement, les deux anges et Théodora passent ensuite les 21 guichets de péché avec chacun des démons qui exposaient un péché spécifique. Elle explique à Grégoire ce que les deux anges lui ont dit. Les deux anges lui ont expliqué qu’au baptême, chaque personne reçoit un ange gardien et un démon qui enregistre leurs actions et l’envoient aux démons des guichets appropriés. Ils expliquent aussi comment les démons connaissent les actions de chaque personne. Les deux anges expliquent qu’un vivant peut effacer un péché s’il confesse son péché, suivent les instructions pour la repentance et qu’il a eu le pardon du père spirituel. Le Saint-Esprit est celui qui efface ce péché. Lorsqu’ils passent les guichets, les anges expliquent à Théodora que les personnes vivantes doivent vivre une meilleure vie pour avoir plus de bonne action et moins de péchés. Rendue à la cinquième maison, Théodora manqua de bonne action, mais fut sauvée par la bourse d’or de Basile. Les anges payaient les démons pour laisser passer Théodora. Le comptoir de la Fornication est le pire endroit, c’est là que le plus grand nombre d’âmes sont condamnées à l’enfer. Théodora passa les autres maisons. Rendus dans le jardin du paradis, ils rencontrent d’autres anges et voient le trône blanc du Seigneur. Dieu dit aux anges de montrer les environs à Théodora.
Le passage de Théodora a un but explicatif. Ce but est de couvrir et de répondre à des questionnements à propos du passage de l’âme après la mort. Il y a quelques inconsistances, par exemple, le premier jugement, qui a lieu juste après la mort, se termine par la même conclusion que les autres, qui ont lieu après les 21 guichets. Théodora explique que chaque saint a sa propre demeure au paradis. Elle explique également que ceux qui ont été sauvés, mais qui n’ont pas été sanctifiés, se rendent dans la demeure d’Abraham. Cependant, Théodora reste dans la demeure de Basile avec les autres que Basile a sauvés.

### Jugement dernier selon Basile le Jeune
En ce qui concerne la vision du Jugement dernier, Grégoire l’aurait eue après avoir effectué un exercice intellectuel où les Juifs pourraient être sauvés puisqu’ils étaient le peuple choisi par Dieu. Il reçut une insulte qui disait que les Juifs n’avaient pas accepté le Fils de Dieu et qui l’aurait crucifié. Grégoire a alors demandé une preuve et il reçut la vision du Jugement dernier. Le passage sur la vision du Jugement dernier est antisémitique.

## Sources et traductions
La Vie de Basile le Jeune existe dans 4 rédactions grecques. Des paraphrases et des versions réduites existent dans la tradition byzantine. Une de ces versions a été traduite en arabe en 1693. La Vie de Basile le Jeune est préservée plus ou moins en entier dans 24 manuscrits du XIIe au XIXe siècle. Celui du XVIe siècle est le plus complet et celui du mont Athos, Codex Iveron 478, contient seulement les visions.
Les translations slaves ont sûrement été écrites par les Rus à la fin du XIe ou au début du XIIe siècle. Nous n’avons que des copies des textes des Rus, la plus vieille datant de la fin du XVe ou du début du XVIe siècle. Cependant, certains extraits de la Vie de Basile le Jeune existent encore dans la littérature des Rus, au plus tôt au XIIIe siècle. Même le voyage de Théodora est conservé dans la littérature Rus. Au XIVe siècle, une nouvelle version slave indépendante de celle des Rus était traduite selon le texte du mont Athos. Cette version était sûrement écrite en Bulgarie sous le règne du tsar Ivan Aleksandre. Cette version est conservée dans plusieurs manuscrits à partir du XIVe siècle.

## Récits similaires
De plus, la Vie de Basil le Jeune est similaire à la Vie d’André le Fou. Les deux sont introduits en adulte avec peu d’information sur leur enfance et leur famille. Les deux sont amenés à Constantinople de force, André comme esclave. Les deux sont des saints urbains qui ne font pas partie d’un ordre monastique. Les deux étant à l’extérieur de l’établissement monastique peuvent critiquer l’Église. Dans la Vie de Basile, les patriarches sont critiqués et représentés comme étant imparfaits. Basile et André veulent améliorer la crédibilité de l’Église à Constantinople, cela est le but d’avoir écrit leurs vies. La différence entre les deux Vie est que celle de Basile est ancrée dans le contexte du Xe siècle, alors que celui d’André est vaguement au Ve siècle. Aussi, le corps d’André aurait disparu pour aller au paradis alors que celui de Basile performe des miracles au monastère de Chartophylax. Basile et son lieu d’enterrement sont seulement connus dans la Vie de Basile.
Grégoire s’inspire de divers éléments récurrents de l’Ancien Testament et de la littérature juive intertestamentaire. Par exemple, le jugement est fait entre les démons et les anges, soit dès la mort ou soit en passant par les guichets. Il y a toutefois des différences entre d’autres textes similaires, comme Satan est remplacé par la Mort. Basile interrompe la discussion entre les anges et les démons et ce n’est pas la Mort qui le fait. Aussi, Théodora ne reçoit pas de jugement de la part de Dieu.
Plusieurs autres œuvres postérieures utilisent et citent la Vie de Basile lorsqu’elles parlent des jugements de l’âme après la mort comme la Vie de Niphon.